# Graham Priest
Graham Priest (Londra, 1948) è un filosofo britannico.
È stato professore di filosofia presso il CUNY Graduate Center, l'Università di Melbourne e l'Università di St Andrews. Ha svolto i suoi studi presso l'Università di Cambridge e la London School of Economics and Political Science.
Insieme a Richard Routley ha fondato il dialeteismo, una posizione in filosofia della logica secondo cui esistono contraddizioni vere. È anche il principale esponente vivente della corrente del noneismo.

## Opere principali

### In inglese
- Priest, Graham; Routley, R. On Paraconsistency Research Report #l3, Research School of Social Sciences, Australian National University 1983. Ristampato come capitolo introduttivo di G.Priest, R. Routley and J. Norman (eds.), Paraconsistent Logic, Philosophia Verlag, 1989.
- Priest, Graham. Logic: a Very Short Introduction, Oxford University Press, 2000. ISBN 0-19-289320-3
- Graham Priest, Jean Paul van Bendegem, Diderik Batens e Chris Mortensen, Frontiers of paraconsistent logic, Baldock, Hertfordshire, England - Philadelphia, Pennsylvania, Research Studies Press, 2000, ISBN 978-0-86380-253-9.
- Priest, Graham. Introduction to Non-Classical Logic, Cambridge University Press, 2001. 2nd edition Archiviato il 23 settembre 2015 in Internet Archive.: Introduction to Non-Classical Logic: From If to Is, Cambridge University Press, 2008. ISBN 978-0-521-67026-5
- Priest, Graham. Beyond the Limits of Thought, Cambridge University Press, 1995. 2nd edition, Oxford University Press, 2002. ISBN 0-19-924421-9
- Priest, Graham. Towards Non-Being: the Semantics and Metaphysics of Intentionality, Oxford University Press, 2005. ISBN 0-19-926254-3
- Priest, Graham. In Contradiction: A Study of the Transconsistent, Martinus Nijhoff, 1987. Second edition Oxford University Press, 2006. ISBN 0-19-926330-2
- Priest, Graham. Doubt Truth to be a Liar, Oxford University Press, 2006. ISBN 0-19-926328-0
- Priest, Graham. Logic: A Brief Insight, Sterling 2010. ISBN 1-4027-6896-6
- Priest, Graham. One: Being an Investigation into the Unity of Reality and of its Parts, including the Singular Object which is Nothingness, Oxford University Press, 2014. ISBN 978-0-19-968825-8

### In italiano
- Priest, Graham. Logica, Codice, 2012. ISBN 9788875783044